# Kromatisk aberration

Axial kromatisk aberration i en konvex lins

En akromatisk dubblett av kronglas (1) och flintglas (2) har gemensamt fokus (4) för rött och blått.

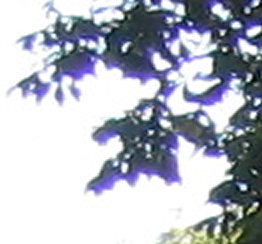
Ett exempel på kromatisk aberration.

Kromatisk aberration, även kallad kromatisk avvikelse eller färgblödning, är ett optiskt brytningsfel som uppkommer när ljus av olika våglängder (det vill säga med olika färger) misslyckas att fokuseras till samma fokalpunkt genom en lins. Detta uppkommer på grund av att material har olika brytningsindex för olika våglängder. Brytningsindex ökar med kortare våglängd. Om en stråle av vitt ljus riktas genom till exempel ett prisma får man ett spektrum, där man ser att rött ljus har brutits minst och violett ljus har brutits mest från ljusstrålens ursprungsriktning.

## Typer
Det finns två typer av kromatisk aberration: "axial" och "lateral". Axial kromatisk aberration sker när de olika våglängderna fokuseras på olika avstånd från linsen längs med den optiska axeln. Man kan minska effekten av axial kromatisk aberration genom att använda en mindre bländaröppning. Detta ändrar inte brännvidden för våglängderna, men minskar oskärpecirkeln och därmed den synliga aberrationen.
Lateral kromatisk aberration sker när våglängderna fokuseras på olika avstånd från den optiska axeln, och "bilden" på fokalplanet då får olika förstoring för de olika våglängderna. Ju längre ut från den optiska axeln, desto längre avstånd mellan de olika förstoringarna och desto synligare aberration. Lateral kromatisk aberration kan inte minskas genom att minska bländaröppningen, eftersom det är skillnaden i förstoring och inte oskärpecirkeln som syns i bilden. Lateral kromatisk aberration syns som en regnbågskant i gränsen mellan ljust och mörkt i utkanten av en bild.

## Minimering

Apokromatisk lins: Tre linser av material med olika brytningsindex samverkar för att få ljus av tre olika våglängder att sammanfalla i ett gemensamt fokus och därigenom minimera den kromatiska aberrationen.

Det vanligaste sättet att motverka kromatisk aberration är att använda akromatiska dubbletter, som genom att använda en positiv och en negativ lins av två olika glassorter med olika brytningsindex skapar gemensamt fokus för två våglängder (vanligen blått och rött ljus). Ett effektivare men ovanligare sätt är att använda en apokromatisk lins som fokuserar tre våglängder till samma plan. Ett annat sätt att minimera den kromatiska aberrationen är att använda lågdispersivt glas, vars brytningsindex inte varierar lika mycket mellan olika våglängder som vanligt glas. Detta motverkar dock inte den kromatiska aberrationen, utan minskar den bara.
Lateral kromatisk aberration kan även reduceras digitalt genom bildhantering i efterhand, genom att bilderna från de olika färgkanalerna får samma förstoring.